# Netwerkwetenschap
Netwerkwetenschap (van het Engelse Network science) is een term waarmee gedoeld wordt op studies die zich richten op netwerken. Binnen uiteenlopende disciplines wordt onderzoek verricht naar netwerken, bijvoorbeeld naar sociale netwerken, communicatienetwerken, informatienetwerken en neurale netwerken. 

## Netwerk
De term netwerk wordt wel gebruikt voor het beschrijven en begrijpen van sociale, communicatieve, biologische, chemische en fysische structuren en systemen. De structuren worden dan gezien als netwerken met knooppunten waartussen via verbindingen uitwisseling optreedt, bijvoorbeeld van informatie. Binnen natuurwetenschappen als scheikunde en fysiologie en binnen 
de wiskunde (de grafentheorie) wordt al lang over de betekenis, de formele structuur en de toepassing van het concept netwerk nagedacht. Bij de sociale wetenschappen vindt het begrip ook ingang. Zo ontwikkelde Jakob Levy Moreno in 1930 het zogeheten sociogram waarin een sociale structuur als netwerk wordt weergegeven. Door bestuurskundigen en politicologen wordt de laatste decennia steeds meer over een netwerksamenleving gesproken. Daarbij wordt enerzijds gedoeld op het verdwijnen van hiërarchische maatschappelijke structuren, anderzijds op de opkomst van de nieuwe sociale media. Binnen de technische wetenschappen wordt de term eveneens veelvuldig gebruikt.

## Principes
Van meer recente datum is dat geprobeerd wordt na te gaan of netwerken binnen bijvoorbeeld biologie, de natuurkunde, de informatica, de sociologie en de cognitieve wetenschap gekenmerkt worden door bepaalde gemeenschappelijke principes, algoritmen en andere regels die het typische gedrag van netwerken bepalen. Of er iets als een netwerkwetenschap bestaat is nog onderwerp van discussie.

## Militaire toepassing
De vraag naar het bestaan en de inhoud van netwerkwetenschap is prominent aan de orde gesteld door het Amerikaanse leger (1). Dit leger - en elk modern leger, is zeer afhankelijk van verschillende typen netwerken en de relatie daartussen: fysische, cognitieve, sociale en informatienetwerken. Het Amerikaanse leger is zeer geïnteresseerd in beter begrip van dergelijke netwerken en heeft bij de Amerikaanse National Research Council aangedrongen op onderzoek hieraan.